# Pucciniostele sydowii
Pucciniostele sydowii är en svampart som beskrevs av Liou & Y.C. Wang 1936. Pucciniostele sydowii ingår i släktet Pucciniostele och familjen Phakopsoraceae.   Inga underarter finns listade i Catalogue of Life.